# L'assassinat du ministre Plehve
L'assassinat du ministre Plehve è un cortometraggio del 1904 diretto da Lucien Nonguet.

## Trama
Ricostruzione sull'assassinio del ministro degli interni russo Vjačeslav Konstantinovič Pleve avvenuto il 28 luglio 1904 per mano di Egor Sozonov.

## Conosciuto anche come
- L'assassinat du ministre russe de l'intérieur Viatcheslav Plehve